# Nicolas van Beveren
Nicolas Van Beveren (31 de agosto de 1982) es un actor y director de cine francés, de ascendencia belga y seychellense.

## Biografía
Van Beveren nació en el verano de 1982 en Machabée, una ciudad de Mahé, Seychelles, hijo de un padre belga y una madre seychellense. A la edad de 6 años, se mudó a Francia donde desarrolló interés por la actuación.
Asistió a la escuela privada de Notre Dame en Poissy, una pequeña ciudad cercana a París. De adolescente, fue al colegio Saint-Stanislas de Osny y luego se cambió al Léonard de Vinci, ubicado en Saint-Thibault-des-Vignes en la Isla de Francia. Pasó su bachillerato en la escuela secundaria Martin Luther King en Bussy-Saint-Georges de 1998 a 2001. Ingresó en el Conservatoire national supérieur d'art dramatique de Noisiel de 1998 a 2000.

## Carrera
Comenzó su carrera en 2007 después de que lo llamaran para una audición en París para participar en una serie de televisión del canal francés M6. Desde entonces ha aparecido en series de televisión y películas y ha dirigido cuatro cortometrajes a lo largo de su carrera.  Cita a Steven Spielberg, Ridley Scott y Denzel Washington como sus influencias.  También participó en la publicidad de la marca Axe en 2015.

## Filmografía
| Año  | Película                       | Rol                            | Notas                                            |
| ---- | ------------------------------ | ------------------------------ | ------------------------------------------------ |
| 2019 | Prise au piège                 | Como Goran, novio de Malika    | serie                                            |
| 2017 | Forbidden                      | Director                       | Cortometraje                                     |
| 2016 | Virtual Revolution             | Como Jon                       | —                                                |
| 2016 | Je suis toujours belle         | Director y escritor            | —                                                |
| 2015 | On Her Neck                    | Como Guillaume                 | —                                                |
| 2015 | Two Lines                      | Director, productor y escritor | Cortometraje                                     |
| 2015 | Osmosis                        | Como Thomas Melville           | Serie de televisión (temporada 1, Episodio 1–10) |
| 2015 | Less Is More                   | Como Coach A                   | Miniserie                                        |
| 2014 | The Colour of the Trap         | Como Jeremy                    | —                                                |
| 2014 | Sous le soleil de Saint-Tropez | Como Sylvain                   | Serie de televisión (10 episodios)               |
| 2014 | Dreams 1 rêve, 2 vies          | as Raphaël                     | Serie de televisión (Temporada 1, Episodio 1)    |
| 2013 | Camping Paradis                | Como Arthur                    | Serie de televisión (episodio Dancing Camping)   |
| 2012 | Mother and Daughter            | Como Patrick                   | Miniserie (episodio Mauvaise Orientation)        |
| 2012 | Plus belle la vie              | Como Kerry                     | serie de televisión (temporada 8, Episodio 122)  |
| 2012 | Les Mystères de l'amour        | Como Antoine                   | serie (temporada 2)                              |
| 2011 | Zak                            | Como Angel                     | Serie de televisión (episodio Hairman)           |
| 2009 | Chante!                        | Como Mathieu                   | Serie de televisión (5 temporadas)               |
| 2009 | Comprendre & Pardonner         | Como Lucas                     | Serie de televisión (episodio Révélations)       |
| 2009 | Bob Ghetto                     | Como Denis                     | Serie de televisión                              |
| 2009 | Everybody Dance Club           | Como él mismo                  | Serie de televisión                              |
| 2008 | Memory of Power                | Como Profesor Tom Jefferson    | Cortometraje                                     |